# 草酸银
草酸银（Ag
2C
2O
4）是銀離子與草酸盐阴离子构成的化合物。它微溶于水，但可溶于氨水和氰化钾溶液。在实验岩石学中被广泛用于向实验添加二氧化碳（CO
2），因为在地质条件中，它会分解为银和二氧化碳。。受到加热、撞击或摩擦时会爆炸。